# دانشگاه تورورگاتا رم

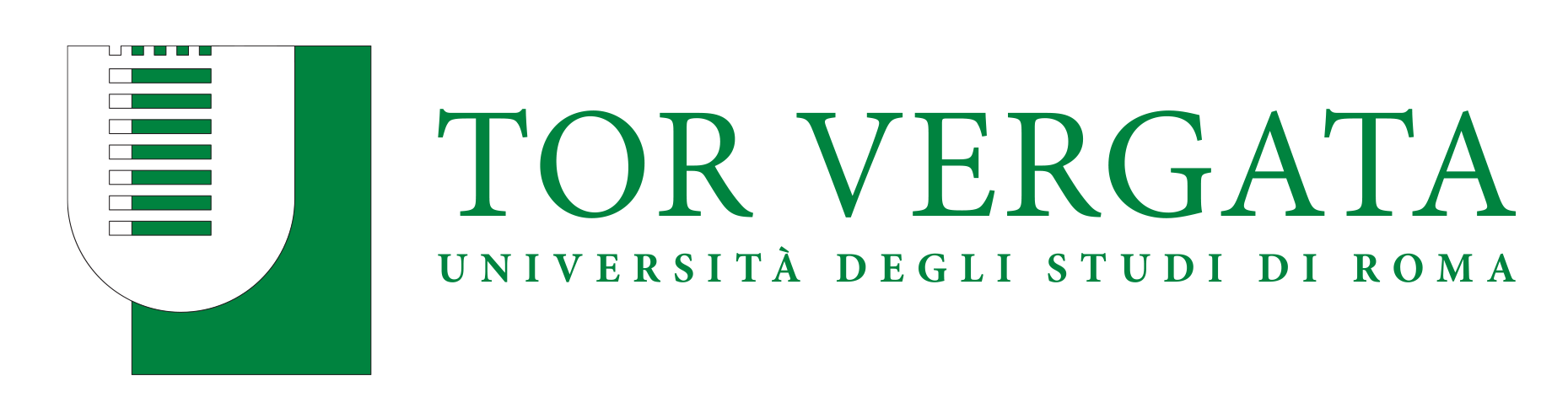
لوگوی دانشگاه “تورورگاتا“ رم

دانشگاه رم تورْوِرگاتا (به ایتالیایی: Università degli Studi di Roma Tor Vergata) UniRoma2 دانشگاهی دولتی و یکی از بزرگترین و معتبرترین دانشگاه های ایتالیا واقع در شهر رم است. دومین مجموعه ازدانشگاه رم است که در سال ۱۹۸۲ با هدف ارائه آموزش با کیفیت به دانشجویان تأسیس شد. با وجود کم قدمت بودن، این دانشگاه به استانداردهای کیفیت بالا در ایتالیا و اروپا دست یافته‌است و یکی از برجسته‌ترین دانشگاه‌های ایتالیا و اروپا است که به دلیل موقعیت عالی، کیفیت آموزشی و پژوهشی بالا و امکانات پیشرفته، مورد توجه دانشجویان داخلی و بین‌المللی قرار دارد و به دلیل فضای مدرن و تجهیزات پیشرفته اش معروف است. رشته پزشکی این دانشگاه یکی از محبوب ترین رشته ها است و برنامه های آکادمیک قوی و گسترده ای دارد. بسیاری از اساتید دانشگاه از اعضای مهم محیط سیاسی و فرهنگی ایتالیا هستند.
دانشگاه رم تورورگاتا به عنوان یکی از دانشگاه‌های پیشرو ایتالیا در رتبه‌بندی‌های جهانی قرار دارد. در رتبه‌بندی QS World University Rankings و Times Higher Education (THE) این دانشگاه در بین دانشگاه‌های برتر جهان قرار گرفته و به دلیل کیفیت پژوهش و آموزش شناخته شده است. به‌ویژه در رشته‌های پزشکی و علوم  این دانشگاه در سطح جهانی مورد توجه قرار دارد.  
رتبه بندی  
THE young : 42 
Qs World University Ranking Medicine : 200-250 
U.S. News & World Report : 243
UniRoma2 در منطقه جنوب شرقی شهر رم، در محوطه دانشگاهی بسیار بزرگ با مساحت حدود ۶۰۰ هکتار واقع شده‌است.دانشگاه رم تورورگاتا یکی از مجهزترین دانشگاه‌های ایتالیا از نظر زیرساخت‌های آموزشی و پژوهشی است.دانشگاه رم توروگاتا دارای یکی از بزرگ‌ترین و پیشرفته‌ترین مراکز بیمارستانی در ایتالیا است که با نام PoliclinicoRome شناخته می‌شود. بیمارستان پلی‌کلینیک رم تورورگاتا به دلیل تجهیزات پیشرفته و تخصصی و همچنین تیم‌های پزشکی ماهر در زمینه‌های مختلف درمانی و تحقیقاتی شهرت دارد.
این بیمارستان یکی از مراکز اصلی تحقیقات بالینی در ایتالیا است. دانشگاه رم تورورگاتا از طریق این بیمارستان در پروژه‌های تحقیقاتی بین‌المللی مرتبط با پزشکی و درمان بیماری‌های پیچیده مشارکت دارد.